# Campeonato Brasileiro de Futebol de 2013 - Série D
A Série D do Campeonato Brasileiro de Futebol de 2013 foi a quinta edição da competição de futebol profissional equivalente à quarta divisão no Brasil. Foi disputada por 40 equipes que se classificaram através dos campeonatos estaduais e outros torneios realizados por cada federação estadual.
Os jogos tiveram uma pausa durante a Copa das Confederações de 2013, que foi realizada entre junho e julho no Brasil. A competição teve duas rodadas disputadas antes da paralisação.
A princípio, a Série D teria 32 clubes, sendo um clube de cada uma das 27 federações, o quinto colocado da edição de 2012 e os quatro rebaixados da Série C de 2012. Porém a CBF voltou atrás, pelo fato das federações já terem feito campeonatos paralelos para a escolha dos participantes.
O Botafogo-PB conquistou o título após vencer o Juventude no segundo jogo da final por 2–0, em João Pessoa, tornando-se o primeiro clube do estado a vencer uma competição nacional. Na partida de ida, em Porto Alegre, o Juventude havia vencido por 2–1, finalizando com o placar agregado de 3–2 a favor do clube paraibano. Ambas as equipes, além de Salgueiro e Tupi garantiram o acesso à Série C de 2014.

## Critérios de classificação
As 40 vagas para a disputa da Série D em 2013 foram distribuídas da seguinte forma:
- Os quatro rebaixados da Série C de 2012;
- Os nove primeiros estados no Ranking Nacional das Federações, divulgado pela CBF, tem direito a dois representantes cada, indicados através do desempenho nos campeonatos estaduais ou outros torneios realizados por cada federação estadual;
- Os demais 18 estados terão um representante cada, indicados através do desempenho nos campeonatos estaduais ou outros torneios realizados por cada federação estadual.

Em caso de desistência, a vaga seria ocupada pelo clube de mesma federação melhor classificado, ou então, pelo clube apontado pela federação estadual. Se o estado não indicasse nenhum representante, a vaga seria repassada ao melhor estado seguinte posicionado no Ranking Nacional das Federações, que indicaria uma equipe a ocupar o mesmo grupo da equipe original. Caso a vaga ainda ficasse em aberto, seria transferida ao segundo estado seguinte e melhor colocado no ranking, sendo assim sucessivamente. O limite de usufruto de vaga repassada é de uma por federação.

## Formato de disputa
Na primeira fase os 40 clubes foram divididos em oito grupos com cinco clubes cada, agrupados regionalmente. Os dois primeiros de cada grupo classificaram-se à segunda fase, onde estes 16 clubes restantes jogaram em sistema eliminatório em jogos de ida e volta – iniciando-se nas oitavas-de-final – onde classificam-se os clubes com melhor resultado agregado, considerando vitórias e gols marcados como visitante. Na terceira fase (quartas-de-final), os oito clubes restantes novamente jogaram em sistema eliminatório, idêntico ao da fase anterior, classificando-se os vencedores para as semifinais. Os clubes com melhor campanha jogaram a segunda partida em seu estádio.
Os quatro semifinalistas adquiriram o direito de disputar a Série C de 2014. Vencedores das semifinais jogaram as finais em ida e volta, com o clube de melhor campanha realizando a partida decisiva em seus domínios. O melhor resultado agregado nas finais coroou o campeão da Série D de 2013.

## Participantes
| Equipe               | Cidade                   | Estado | Como se classificou                            | Estádio (mando)           | Capacidade | Títulos        |
| -------------------- | ------------------------ | ------ | ---------------------------------------------- | ------------------------- | ---------- | -------------- |
| Águia Negra          | Rio Brilhante            | MS     | Campeão do Estadual 2012                       | Ninho D'Águia             | 5 000      | 0 (não possui) |
| Aparecidense         | Aparecida de Goiânia     | GO     | 2º melhor colocado do Estadual 2013            | Annibal Batista de Toledo | 4 800      | 0 (não possui) |
| Aracruz              | Aracruz                  | ES     | Campeão da 1ª fase do Estadual 2013            | Bambu                     | 5 058      | 0 (não possui) |
| Araxá                | Araxá                    | MG     | 12º melhor colocado do Estadual 2013 [a]       | Fausto Alvim              | 5 500      | 0 (não possui) |
| Botafogo-PB          | João Pessoa              | PB     | Campeão do Estadual 2013                       | Almeidão                  | 19 000     | 0 (não possui) |
| Botafogo-SP          | Ribeirão Preto           | SP     | Melhor colocado do Estadual 2013               | Santa Cruz                | 25 000     | 0 (não possui) |
| Brasília             | Brasília                 | DF     | Melhor colocado do Metropolitano 2013          | Bezerrão[b]               | 20 000     | 0 (não possui) |
| Central              | Caruaru                  | PE     | 2º melhor colocado do Estadual 2013            | Luiz José de Lacerda      | 18 000     | 0 (não possui) |
| CSA                  | Maceió                   | AL     | Melhor classificado do Estadual 2013           | Rei Pelé                  | 17 126     | 0 (não possui) |
| Genus[c]             | Porto Velho              | RO     | 3º colocado do Estadual 2013                   | Aluízio Ferreira          | 700        | 0 (não possui) |
| Goianésia            | Goianésia                | GO     | Melhor colocado do Estadual 2013               | Valdeir José de Oliveira  | 4 000      | 0 (não possui) |
| Guarany de Sobral    | Sobral                   | CE     | 19° colocado da Série C de 2012                | Junco                     | 10 000     | 1 (2010)       |
| Gurupi               | Gurupi                   | TO     | Campeão do Estadual 2012                       | Resendão                  | 3 000      | 0 (não possui) |
| J.Malucelli          | Curitiba                 | PR     | 2º melhor colocado do Estadual 2013            | Eco-Estádio               | 4 200      | 0 (não possui) |
| Juazeirense          | Juazeiro                 | BA     | Melhor colocado do Estadual 2013               | Adautão                   | 5 018      | 0 (não possui) |
| Juventude            | Caxias do Sul            | RS     | Campeão da Copa FGF de 2012                    | Alfredo Jaconi            | 19 924     | 0 (não possui) |
| Lajeadense           | Lajeado                  | RS     | Campeão do Interior do Estadual 2013           | Alviazul                  | 5 000      | 0 (não possui) |
| Londrina             | Londrina                 | PR     | Melhor colocado do Estadual 2013               | Estádio do Café           | 30 300     | 0 (não possui) |
| Maranhão             | São Luís                 | MA     | Vice-campeão do Estadual 2012                  | Nhozinho Santos           | 12 188     | 0 (não possui) |
| Marcílio Dias        | Itajaí                   | SC     | Melhor colocado da Copa Santa Catarina de 2012 | Gigantão das Avenidas     | 6 010      | 0 (não possui) |
| Metropolitano        | Blumenau                 | SC     | Melhor colocado do Estadual 2013               | Bernardo Werner           | 3 624      | 0 (não possui) |
| Mixto                | Cuiabá                   | MT     | Melhor colocado do Estadual 2013               | Dutrinha[d]               | 4 500      | 0 (não possui) |
| Nacional-AM          | Manaus                   | AM     | Campeão do Estadual 2012                       | SESI[e]                   | 4 000      | 0 (não possui) |
| Náutico-RR           | Caracaraí                | RR     | Campeão do 1º turno do Estadual 2013           | Ribeirão                  | 3 000      | 0 (não possui) |
| Nova Iguaçu          | Nova Iguaçu              | RJ     | Campeão da Copa Rio 2012                       | Laranjão                  | 1 810      | 0 (não possui) |
| Paragominas          | Paragominas              | PA     | Campeão do 2º turno do Estadual 2013           | Arena Verde               | 9 878      | 0 (não possui) |
| Parnahyba            | Parnaíba                 | PI     | Campeão do Estadual 2013                       | Piscinão                  | 4 146      | 0 (não possui) |
| Penapolense          | Penápolis                | SP     | 2º melhor colocado do Estadual 2013            | Tenente Carriço           | 2 000      | 0 (não possui) |
| Plácido de Castro    | Plácido de Castro        | AC     | Campeão do Estadual 2013                       | Florestão[f]              | 8 000      | 0 (não possui) |
| Potiguar de Mossoró  | Mossoró                  | RN     | Campeão do Estadual 2013                       | Nogueirão                 | 3 500      | 0 (não possui) |
| Resende              | Resende                  | RJ     | Melhor colocado do Estadual 2013               | Estádio do Trabalhador    | 950        | 0 (não possui) |
| Salgueiro            | Salgueiro                | PE     | 17º colocado da Série C de 2012                | Cornélio de Barros        | 11 000     | 0 (não possui) |
| Santo André          | Santo André              | SP     | 18º colocado da Série C de 2012                | Bruno José Daniel         | 8 000      | 0 (não possui) |
| Sergipe              | Aracaju                  | SE     | Campeão do Estadual 2013                       | Fernando França[g]        | 2 000      | 0 (não possui) |
| Tiradentes-CE        | Fortaleza                | CE     | Melhor colocado do Estadual 2013               | Presidente Vargas         | 20 268     | 0 (não possui) |
| Tupi                 | Juiz de Fora             | MG     | 20º colocado da Série C de 2012                | Mario Helênio             | 14 185     | 1 (2011)       |
| Villa Nova           | Nova Lima                | MG     | 4º melhor colocado do Estadual 2013            | Castor Cifuentes          | 5 160      | 0 (não possui) |
| Vitória da Conquista | Vitória da Conquista     | BA     | Campeão da Copa Estado da Bahia de 2012        | Lomanto Júnior            | 11 538     | 0 (não possui) |
| Ypiranga-AP          | Macapá                   | AP     | Vice-campeão do Estadual 2012                  | Glicério Marques          | 5 630      | 0 (não possui) |
| Ypiranga-PE          | Santa Cruz do Capibaribe | PE     | Melhor colocado do Estadual 2013               | Limeirão                  | 4 700      | 0 (não possui) |

a. ^  Tombense (3º colocado) , Caldense (6º), Guarani-MG (7º), Nacional-MG (9º) e América de Teófilo Otoni (11º) desistiram da vaga, e esta foi repassada ao Araxá (12º e último colocado), que confirmou sua participação.
b. ^  O Brasília mandou seus jogos no Estádio Bezerrão, já que o Estádio Mané Garrincha estava sendo utilizado por equipes do Rio de Janeiro em jogos da Série A.
c. ^  O Vilhena (campeão) e o Pimentense (vice-campeão) desistiram da vaga, e esta foi repassada ao Genus. Porém o Remo entrou na justiça para ganhar esta vaga, alegando que o Genus foi incluído fora do prazo estipulado pelo Estatuto do Torcedor. A CBF conseguiu efeito suspensivo na justiça e confirmou o Genus na disputa.
d. ^  O Estádio Verdão foi demolido para a construção da Arena Pantanal visando a Copa do Mundo FIFA 2014. O Mixto mandou seus jogos no Estádio Dutrinha.
e. ^  O Estádio Vivaldo Lima foi demolido para a construção da Arena Amazônia visando a Copa do Mundo FIFA de 2014. O Nacional jogou no Estádio do SESI.
f. ^  O Estádio Ferreirão, em Plácido de Castro, não tinha condições para sediar partidas oficiais. O Plácido de Castro jogou no Estádio Florestão, em Rio Branco.
g. ^  O Estádio Batistão, em Aracaju, estava em reformas. O Sergipe jogou no Estádio Fernando França, em Carmópolis.

## Estádios

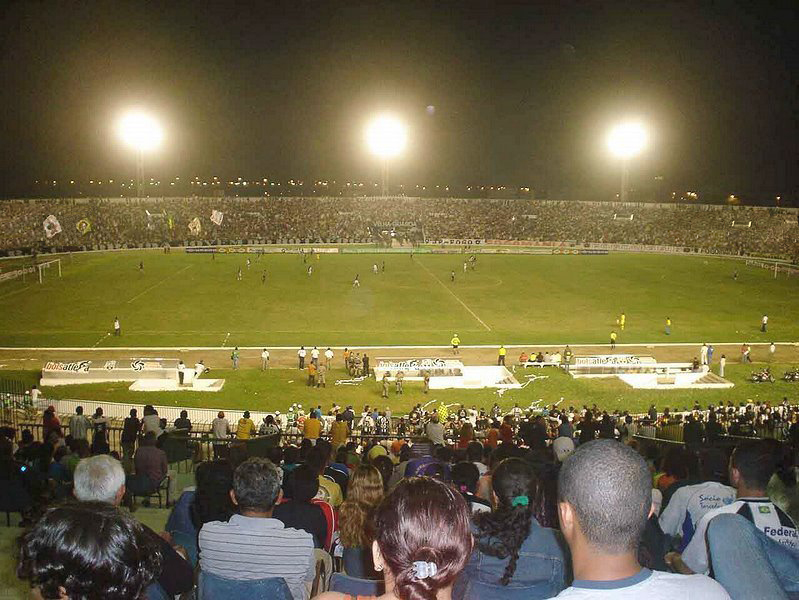
Almeidão
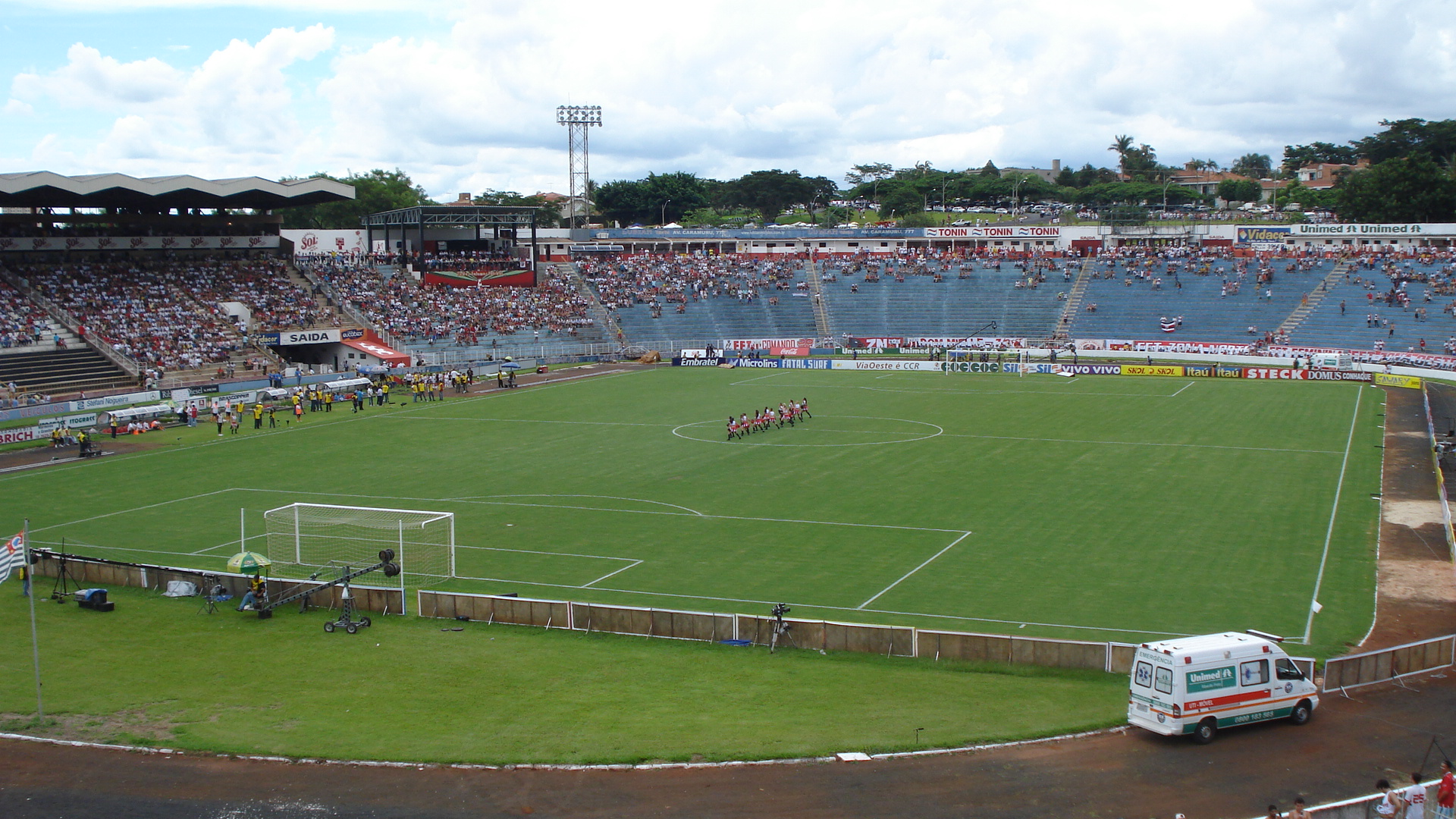
Santa Cruz
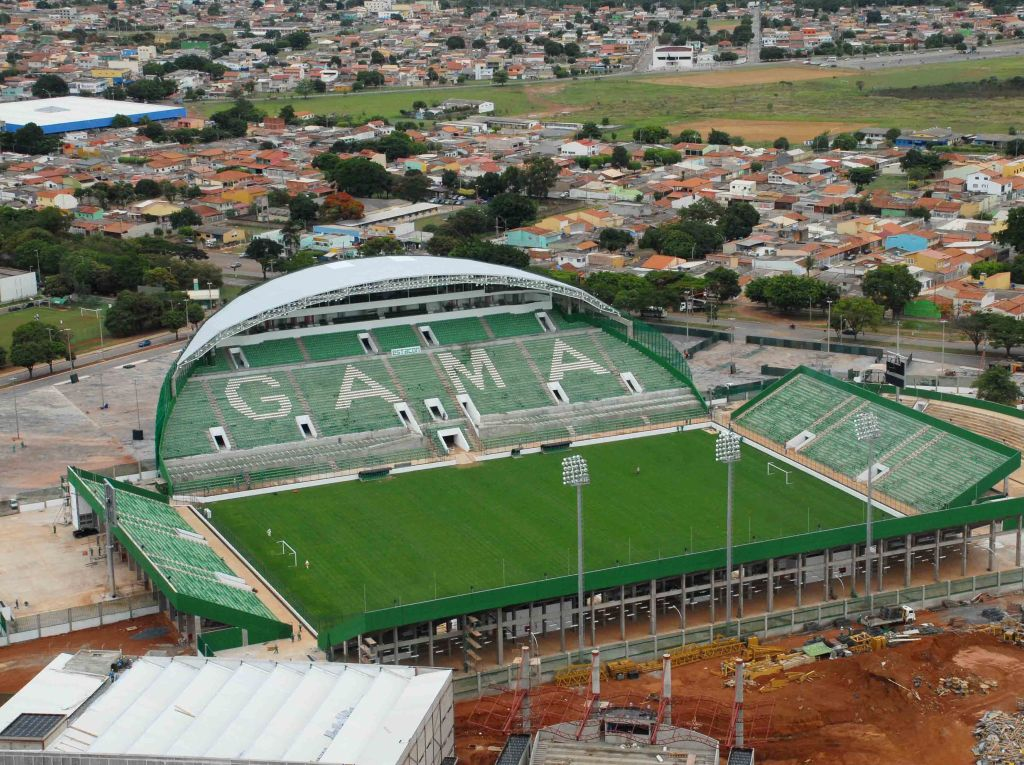
Bezerrão
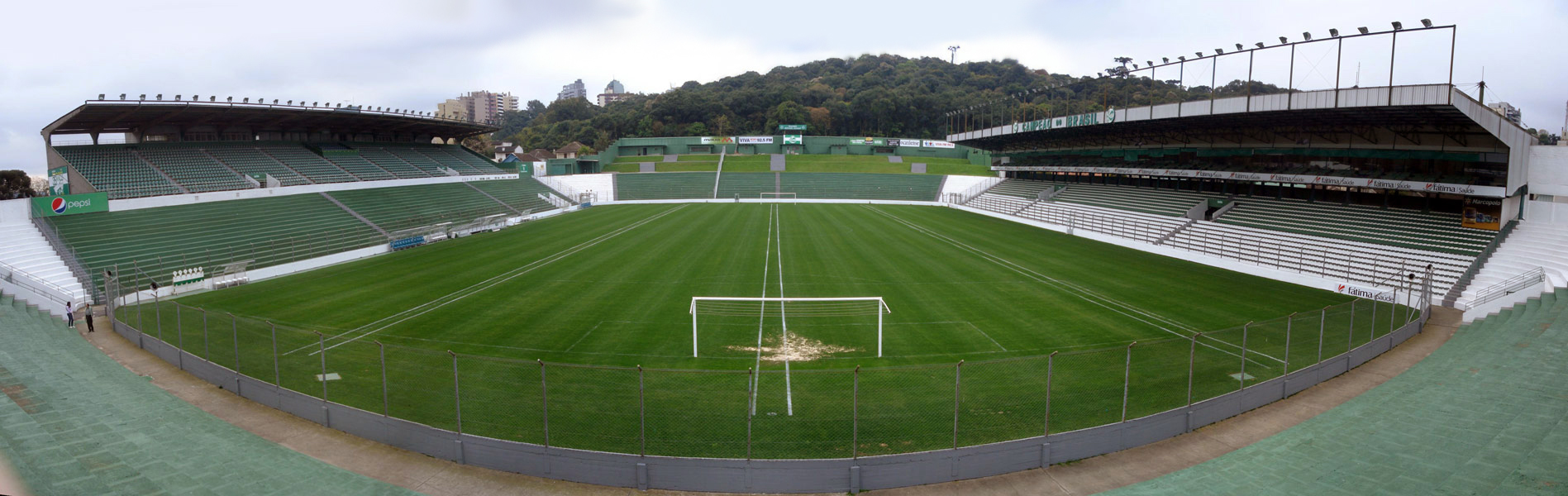
Alfredo Jaconi
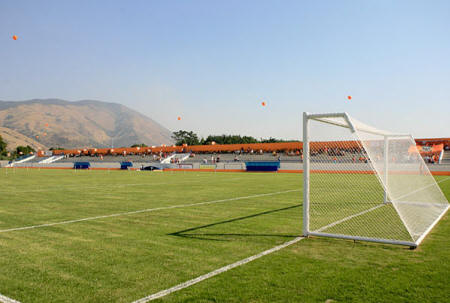
Laranjão
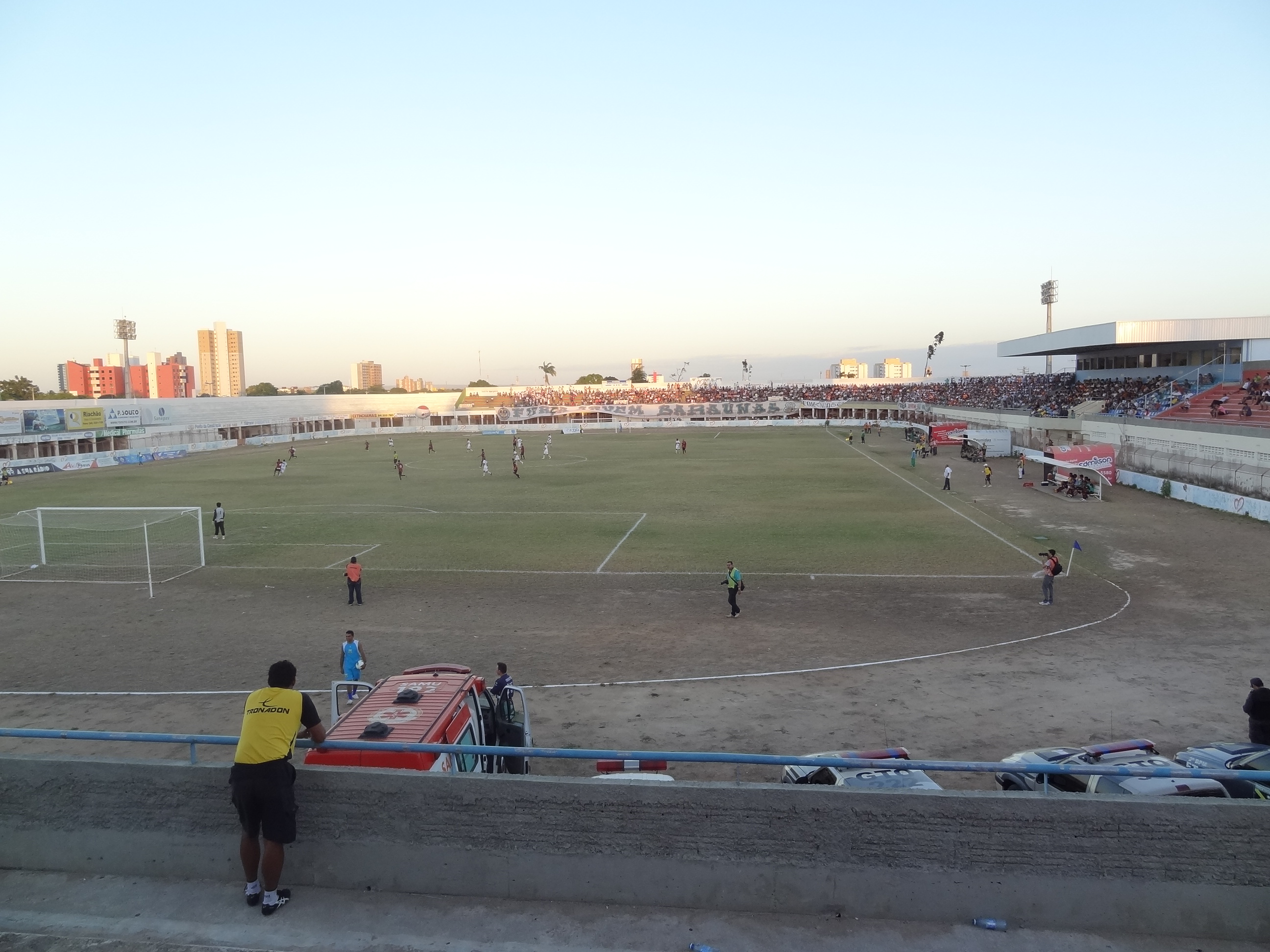
Nogueirão
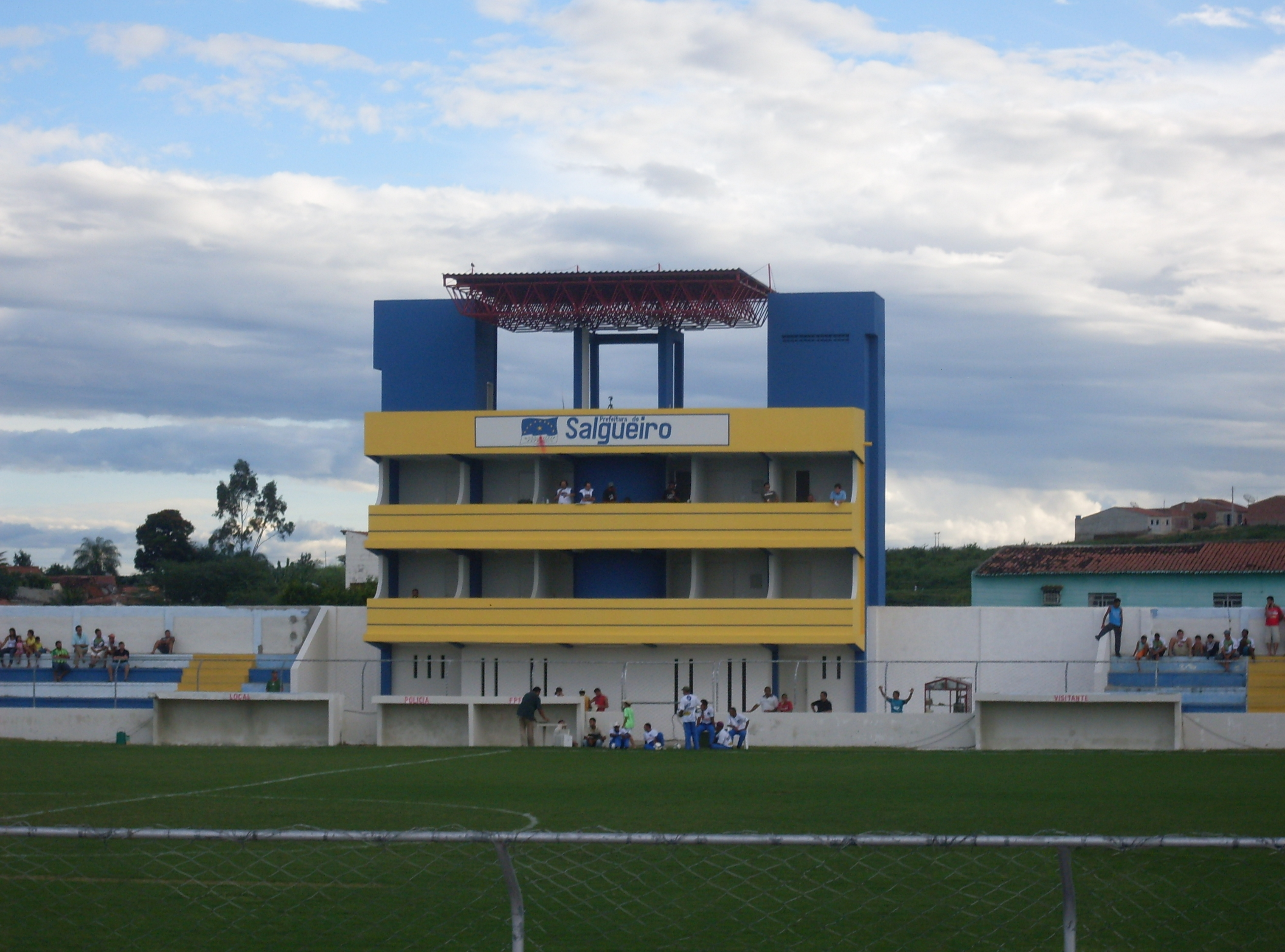
Salgueirão
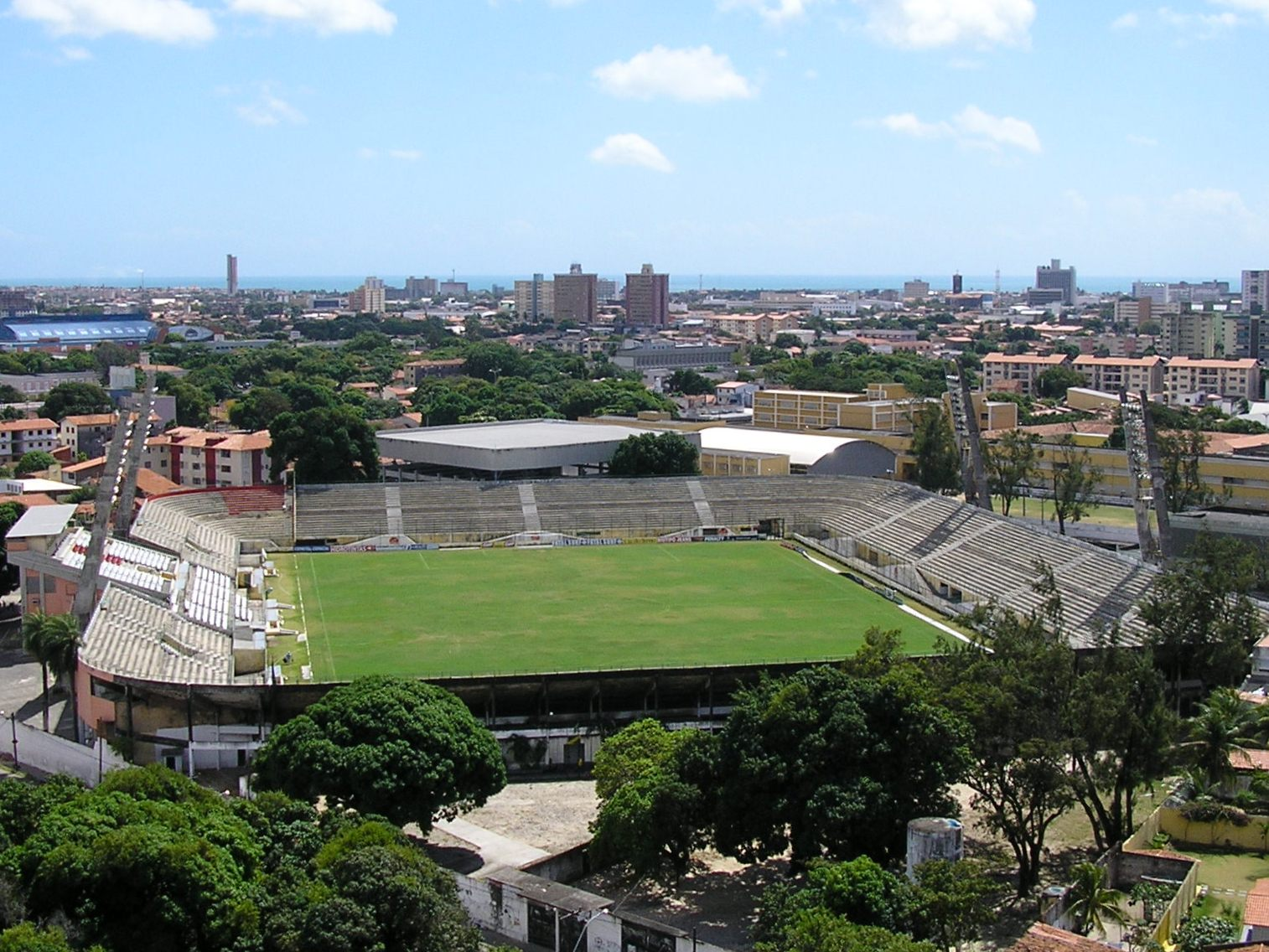
Presidente Vargas
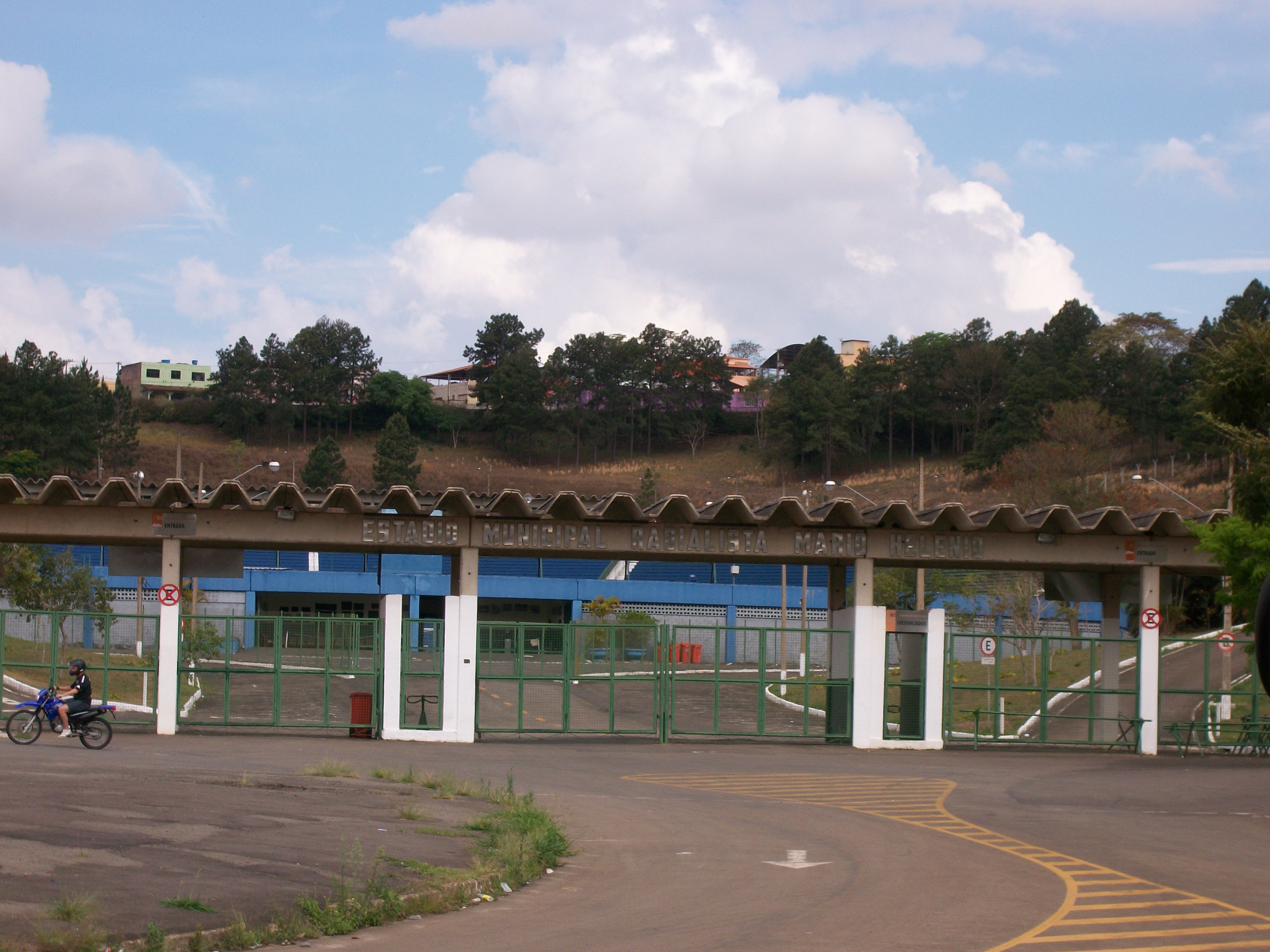
Mário Helênio
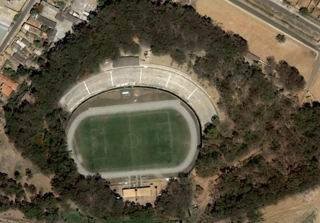
Lomanto Júnior
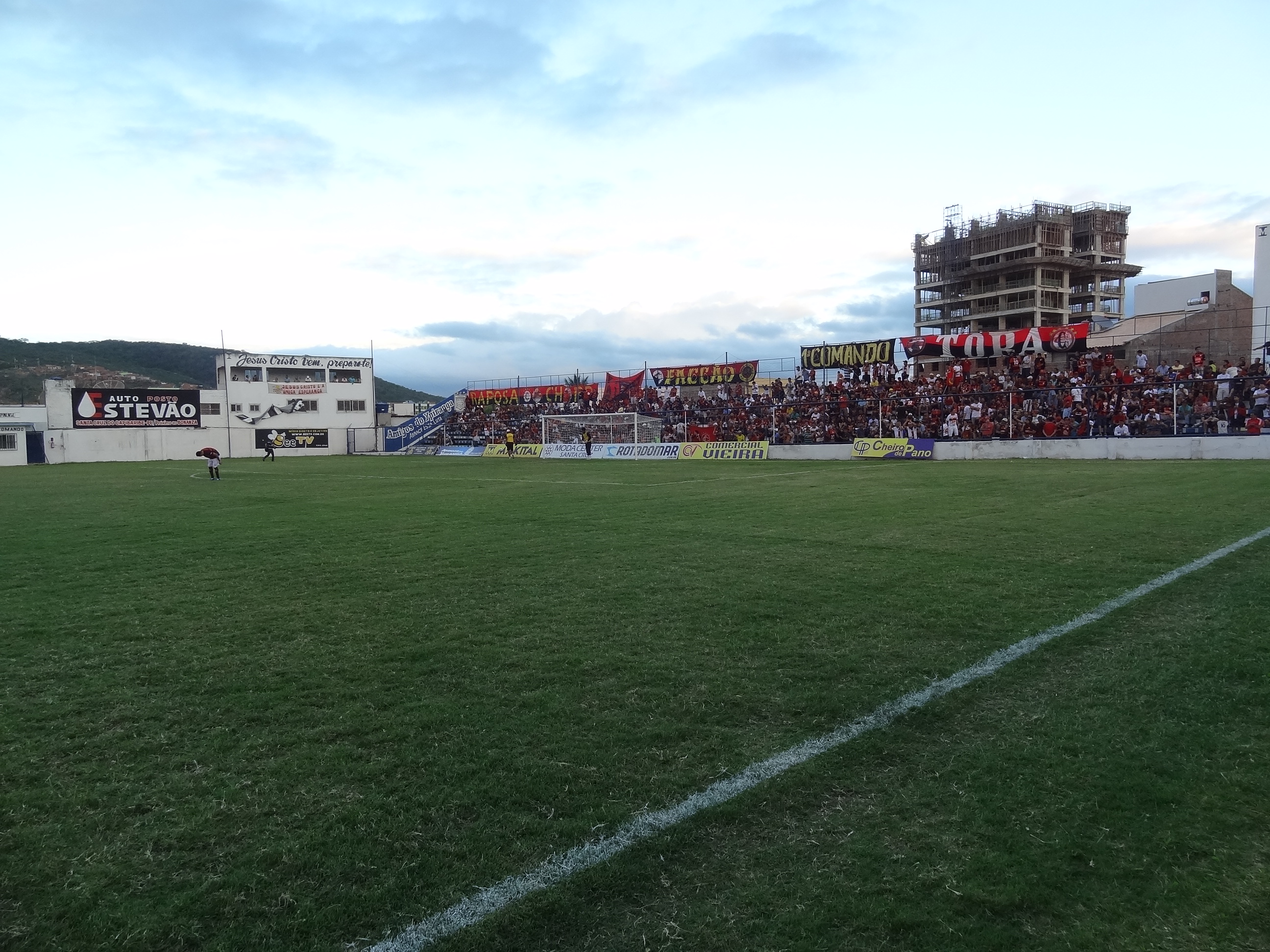
Limeirão

## Primeira fase

### Grupo A1
| Pos | Equipes           | Pts | J | V | E | D | GP | GC | SG |
| --- | ----------------- | --- | - | - | - | - | -- | -- | -- |
| 1   | Nacional-AM       | 15  | 8 | 5 | 0 | 3 | 21 | 14 | +7 |
| 2   | Plácido de Castro | 13  | 8 | 4 | 1 | 3 | 9  | 12 | –3 |
| 3   | Paragominas[i]    | 11  | 8 | 5 | 2 | 1 | 15 | 7  | +8 |
| 4   | Náutico-RR        | 7   | 8 | 2 | 1 | 5 | 11 | 16 | –5 |
| 5   | Genus             | 5   | 8 | 1 | 2 | 5 | 11 | 18 | –7 |

|                   | GEN | NAM | NFC | PGM | PCA |
| ----------------- | --- | --- | --- | --- | --- |
| Genus             | —   | 4–2 | 3–3 | 0–0 | 1–2 |
| Nacional-AM       | 5–2 | —   | 6–1 | 1–3 | 2–0 |
| Náutico-RR        | 1–0 | 1–2 | —   | 3–0 | 1–2 |
| Paragominas       | 4–1 | 2–1 | 1–0 | —   | 4–0 |
| Plácido de Castro | 1–0 | 1–2 | 2–1 | 1–1 | —   |

|  |                                           |
|  | Zona de classificação para a próxima fase |

### Grupo A2
| Pos | Equipes     | Pts | J | V | E | D | GP | GC | SG |
| --- | ----------- | --- | - | - | - | - | -- | -- | -- |
| 1   | Gurupi      | 15  | 8 | 5 | 0 | 3 | 12 | 16 | –4 |
| 2   | Salgueiro   | 15  | 8 | 4 | 3 | 1 | 16 | 7  | +9 |
| 3   | Parnahyba   | 11  | 8 | 3 | 2 | 3 | 9  | 10 | –1 |
| 4   | Maranhão    | 9   | 8 | 2 | 3 | 3 | 13 | 10 | +3 |
| 5   | Ypiranga-AP | 5   | 8 | 1 | 2 | 5 | 6  | 13 | –7 |

|             | GUR | MAR | PNB | SAL | YCL |
| ----------- | --- | --- | --- | --- | --- |
| Gurupi      | —   | 3–2 | 1–0 | 2–1 | 3–2 |
| Maranhão    | 5–0 | —   | 1–1 | 2–2 | 2–0 |
| Parnahyba   | 2–1 | 2–0 | —   | 0–1 | 4–2 |
| Salgueiro   | 4–1 | 1–1 | 4–0 | —   | 2–0 |
| Ypiranga-AP | 0–1 | 1–0 | 0–0 | 1–1 | —   |

|  |                                           |
|  | Zona de classificação para a próxima fase |

### Grupo A3
| Pos | Equipes             | Pts | J | V | E | D | GP | GC | SG  |
| --- | ------------------- | --- | - | - | - | - | -- | -- | --- |
| 1   | Tiradentes-CE       | 19  | 8 | 6 | 1 | 1 | 13 | 2  | +11 |
| 2   | Central             | 13  | 8 | 4 | 1 | 3 | 8  | 4  | +4  |
| 3   | Guarany de Sobral   | 12  | 8 | 3 | 3 | 2 | 8  | 8  | 0   |
| 4   | Ypiranga-PE         | 10  | 8 | 3 | 1 | 4 | 9  | 11 | –2  |
| 5   | Potiguar de Mossoró | 2   | 8 | 0 | 2 | 6 | 3  | 16 | –13 |

|                     | CEN | GSO | POT | TIR | YPE |
| ------------------- | --- | --- | --- | --- | --- |
| Central             | —   | 1–0 | 3–0 | 2–0 | 1–0 |
| Guarany de Sobral   | 1–0 | —   | 2–1 | 0–0 | 3–2 |
| Potiguar de Mossoró | 0–0 | 1–1 | —   | 0–3 | 0–1 |
| Tiradentes-CE       | 1–0 | 2–0 | 3–0 | —   | 3–0 |
| Ypiranga-PE         | 2–1 | 1–1 | 3–1 | 0–1 | —   |

|  |                                           |
|  | Zona de classificação para a próxima fase |

### Grupo A4
| Pos | Equipes              | Pts | J | V | E | D | GP | GC | SG |
| --- | -------------------- | --- | - | - | - | - | -- | -- | -- |
| 1   | Botafogo-PB          | 17  | 8 | 5 | 2 | 1 | 14 | 7  | +7 |
| 2   | Sergipe              | 16  | 8 | 5 | 1 | 2 | 16 | 7  | +9 |
| 3   | Vitória da Conquista | 11  | 8 | 3 | 2 | 3 | 6  | 7  | –1 |
| 4   | Juazeirense          | 8   | 8 | 2 | 2 | 4 | 8  | 16 | –8 |
| 5   | CSA                  | 4   | 8 | 1 | 1 | 6 | 6  | 13 | –7 |

|                      | BPB | CSA | JZE | SER | VCO |
| -------------------- | --- | --- | --- | --- | --- |
| Botafogo-PB          | —   | 2–0 | 4–2 | 1–1 | 2–0 |
| CSA                  | 0–1 | —   | 4–1 | 0–2 | 2–2 |
| Juazeirense          | 1–1 | 1–0 | —   | 2–0 | 0–0 |
| Sergipe              | 2–3 | 2–0 | 6–1 | —   | 2–0 |
| Vitória da Conquista | 1–0 | 2–0 | 1–0 | 0–1 | —   |

|  |                                           |
|  | Zona de classificação para a próxima fase |

### Grupo A5
| Pos | Equipes      | Pts | J | V | E | D | GP | GC | SG |
| --- | ------------ | --- | - | - | - | - | -- | -- | -- |
| 1   | Mixto        | 16  | 8 | 5 | 1 | 2 | 7  | 4  | +3 |
| 2   | Aparecidense | 15  | 8 | 4 | 3 | 1 | 11 | 4  | +7 |
| 3   | Goianésia    | 10  | 8 | 3 | 1 | 4 | 10 | 10 | 0  |
| 4   | Águia Negra  | 9   | 8 | 2 | 3 | 3 | 8  | 12 | –4 |
| 5   | Brasília     | 5   | 8 | 1 | 2 | 5 | 8  | 14 | –6 |

|              | AGN | APA | BSA | GNS | MIX |
| ------------ | --- | --- | --- | --- | --- |
| Águia Negra  | —   | 0–0 | 1–1 | 3–2 | 2–1 |
| Aparecidense | 3–0 | —   | 3–0 | 1–1 | 0–0 |
| Brasília     | 1–1 | 2–3 | —   | 2–3 | 1–2 |
| Goianésia    | 3–1 | 0–1 | 1–0 | —   | 0–1 |
| Mixto        | 1–0 | 1–0 | 0–1 | 1–0 | —   |

|  |                                           |
|  | Zona de classificação para a próxima fase |

### Grupo A6
| Pos | Equipes     | Pts | J | V | E | D | GP | GC | SG |
| --- | ----------- | --- | - | - | - | - | -- | -- | -- |
| 1   | Tupi        | 21  | 8 | 7 | 0 | 1 | 17 | 8  | +9 |
| 2   | Resende     | 14  | 8 | 4 | 2 | 2 | 11 | 6  | +5 |
| 3   | Nova Iguaçu | 9   | 8 | 2 | 3 | 3 | 8  | 9  | –1 |
| 4   | Aracruz     | 6   | 8 | 1 | 3 | 4 | 8  | 14 | –6 |
| 5   | Araxá       | 5   | 8 | 1 | 2 | 5 | 5  | 12 | –7 |

|             | ACZ | ARX | NVG | RES | TUP |
| ----------- | --- | --- | --- | --- | --- |
| Aracruz     | —   | 0–0 | 0–0 | 0–0 | 3–5 |
| Araxá       | 3–2 | —   | 0–1 | 1–3 | 0–1 |
| Nova Iguaçu | 0–1 | 1–1 | —   | 1–0 | 2–3 |
| Resende     | 4–1 | 1–0 | 2–2 | —   | 1–0 |
| Tupi        | 2–1 | 3–0 | 2–1 | 1–0 | —   |

|  |                                           |
|  | Zona de classificação para a próxima fase |

### Grupo A7
| Pos | Equipes       | Pts | J | V | E | D | GP | GC | SG |
| --- | ------------- | --- | - | - | - | - | -- | -- | -- |
| 1   | Juventude     | 15  | 8 | 5 | 0 | 3 | 9  | 7  | +2 |
| 2   | Santo André   | 14  | 8 | 4 | 2 | 2 | 11 | 8  | +3 |
| 3   | Marcílio Dias | 11  | 8 | 3 | 2 | 3 | 10 | 9  | +1 |
| 4   | Penapolense   | 9   | 8 | 3 | 0 | 5 | 8  | 9  | –1 |
| 5   | Villa Nova    | 8   | 8 | 2 | 2 | 4 | 6  | 11 | –5 |

|               | JUV | MDI | PEN | SAD | VNO |
| ------------- | --- | --- | --- | --- | --- |
| Juventude     | —   | 2–1 | 1–0 | 2–0 | 1–0 |
| Marcílio Dias | 1–0 | —   | 2–1 | 1–1 | 0–0 |
| Penapolense   | 1–2 | 2–0 | —   | 1–0 | 2–0 |
| Santo André   | 2–0 | 3–2 | 2–0 | —   | 2–1 |
| Villa Nova    | 2–1 | 0–3 | 2–1 | 1–1 | —   |

|  |                                           |
|  | Zona de classificação para a próxima fase |

### Grupo A8
| Pos | Equipes       | Pts | J | V | E | D | GP | GC | SG |
| --- | ------------- | --- | - | - | - | - | -- | -- | -- |
| 1   | Metropolitano | 13  | 8 | 4 | 1 | 3 | 11 | 8  | +3 |
| 2   | Londrina      | 13  | 8 | 4 | 1 | 3 | 9  | 9  | 0  |
| 3   | J.Malucelli   | 10  | 8 | 2 | 4 | 2 | 14 | 13 | +1 |
| 4   | Botafogo-SP   | 9   | 8 | 2 | 3 | 3 | 8  | 7  | +1 |
| 5   | Lajeadense    | 9   | 8 | 2 | 3 | 3 | 8  | 13 | –5 |

|               | BRP | JMA | LAJ | LON | MET |
| ------------- | --- | --- | --- | --- | --- |
| Botafogo-SP   | —   | 1–1 | 3–0 | 2–0 | 1–2 |
| J.Malucelli   | 1–1 | —   | 0–0 | 1–2 | 3–1 |
| Lajeadense    | 2–0 | 4–4 | —   | 2–1 | 0–4 |
| Londrina      | 0–0 | 2–3 | 1–0 | —   | 1–0 |
| Metropolitano | 1–0 | 2–1 | 0–0 | 1–2 | —   |

|  |                                           |
|  | Zona de classificação para a próxima fase |

## Fase final
Em itálico, os times que possuem o mando de campo no primeiro jogo do confronto e em negrito os times classificados.
|  | Oitavas de final              | Oitavas de final              | Oitavas de final              | Oitavas de final              |   |                   | Quartas de final              | Quartas de final              | Quartas de final              | Quartas de final              |  |           | Semifinais                     | Semifinais                     | Semifinais                     | Semifinais                     |           |   | Final                         | Final                         | Final                         | Final                         |
|  | 31 de agosto a 10 de setembro | 31 de agosto a 10 de setembro | 31 de agosto a 10 de setembro | 31 de agosto a 10 de setembro |   |                   | 15 de setembro e 6 de outubro | 15 de setembro e 6 de outubro | 15 de setembro e 6 de outubro | 15 de setembro e 6 de outubro |  |           | 29 de setembro a 19 de outubro | 29 de setembro a 19 de outubro | 29 de setembro a 19 de outubro | 29 de setembro a 19 de outubro |           |   | 27 de outubro e 3 de novembro | 27 de outubro e 3 de novembro | 27 de outubro e 3 de novembro | 27 de outubro e 3 de novembro |
|  |                               |                               |                               |                               |   |                   |                               |                               |                               |                               |  |           |                                |                                |                                |                                |           |   |                               |                               |                               |                               |
|  | Santo André                   | 0                             | 1                             | 1                             |   |                   |                               |                               |                               |                               |  |           |                                |                                |                                |                                |           |   |                               |                               |                               |                               |
|  | Metropolitano                 | 0                             | 2                             | 2                             |   |                   |                               |                               |                               |                               |  |           |                                |                                |                                |                                |           |   |                               |                               |                               |                               |
|  | Metropolitano                 | 0                             | 2                             | 2                             |   | Metropolitano     | 2                             | 0                             | 2                             |                               |  |           |                                |                                |                                |                                |           |   |                               |                               |                               |                               |
|  |                               |                               |                               |                               |   | Metropolitano     | 2                             | 0                             | 2                             |                               |  |           |                                |                                |                                |                                |           |   |                               |                               |                               |                               |
|  |                               | Juventude (gf)                | 2                             | 0                             | 2 |                   |                               |                               |                               |                               |  |           |                                |                                |                                |                                |           |   |                               |                               |                               |                               |
|  | Londrina                      | Juventude (gf)                | 2                             | 0                             | 2 | 1                 | 1                             | 2                             |                               |                               |  |           |                                |                                |                                |                                |           |   |                               |                               |                               |                               |
|  | Londrina                      |                               |                               |                               |   | 1                 | 1                             | 2                             |                               |                               |  |           |                                |                                |                                |                                |           |   |                               |                               |                               |                               |
|  | Juventude                     | 0                             | 3                             | 3                             |   |                   |                               |                               |                               |                               |  |           |                                |                                |                                |                                |           |   |                               |                               |                               |                               |
|  | Juventude                     | 0                             | 3                             | 3                             |   |                   |                               |                               |                               |                               |  | Juventude | 4                              | 0                              | 4                              |                                |           |   |                               |                               |                               |                               |
|  |                               |                               |                               |                               |   |                   |                               |                               |                               |                               |  | Juventude | 4                              | 0                              | 4                              |                                |           |   |                               |                               |                               |                               |
|  |                               | Tupi                          | 0                             | 1                             | 1 |                   |                               |                               |                               |                               |  |           |                                |                                |                                |                                |           |   |                               |                               |                               |                               |
|  | Resende                       | Tupi                          | 0                             | 1                             | 1 | 2                 | 0                             | 2                             |                               |                               |  |           |                                |                                |                                |                                |           |   |                               |                               |                               |                               |
|  | Resende                       |                               |                               |                               |   | 2                 | 0                             | 2                             |                               |                               |  |           |                                |                                |                                |                                |           |   |                               |                               |                               |                               |
|  | Mixto (gf)                    | 1                             | 1                             | 2                             |   |                   |                               |                               |                               |                               |  |           |                                |                                |                                |                                |           |   |                               |                               |                               |                               |
|  | Mixto (gf)                    | 1                             | 1                             | 2                             |   | Mixto             | 1                             | 2                             | 3                             |                               |  |           |                                |                                |                                |                                |           |   |                               |                               |                               |                               |
|  |                               |                               |                               |                               |   | Mixto             | 1                             | 2                             | 3                             |                               |  |           |                                |                                |                                |                                |           |   |                               |                               |                               |                               |
|  |                               | Tupi                          | 1                             | 3                             | 4 |                   |                               |                               |                               |                               |  |           |                                |                                |                                |                                |           |   |                               |                               |                               |                               |
|  | Aparecidense (gf)*            | Tupi                          | 1                             | 3                             | 4 | 1                 | 2                             | 3                             |                               |                               |  |           |                                |                                |                                |                                |           |   |                               |                               |                               |                               |
|  | Aparecidense (gf)*            |                               |                               |                               |   | 1                 | 2                             | 3                             |                               |                               |  |           |                                |                                |                                |                                |           |   |                               |                               |                               |                               |
|  | Tupi                          | 1                             | 2                             | 3                             |   |                   |                               |                               |                               |                               |  |           |                                |                                |                                |                                |           |   |                               |                               |                               |                               |
|  | Tupi                          | 1                             | 2                             | 3                             |   |                   |                               |                               |                               |                               |  |           |                                |                                |                                |                                | Juventude | 2 | 0                             | 2                             |                               |                               |
|  |                               |                               |                               |                               |   |                   |                               |                               |                               |                               |  |           |                                |                                |                                |                                |           | 2 | 0                             | 2                             |                               |                               |
|  |                               | Botafogo-PB                   | 1                             | 2                             | 3 |                   |                               |                               |                               |                               |  |           |                                |                                |                                |                                |           |   |                               |                               |                               |                               |
|  | Plácido de Castro (gf)        | Botafogo-PB                   | 1                             | 2                             | 3 | 1                 | 1                             | 2                             |                               |                               |  |           |                                |                                |                                |                                |           |   |                               |                               |                               |                               |
|  | Plácido de Castro (gf)        |                               |                               |                               |   | 1                 | 1                             | 2                             |                               |                               |  |           |                                |                                |                                |                                |           |   |                               |                               |                               |                               |
|  | Gurupi                        | 0                             | 2                             | 2                             |   |                   |                               |                               |                               |                               |  |           |                                |                                |                                |                                |           |   |                               |                               |                               |                               |
|  | Gurupi                        | 0                             | 2                             | 2                             |   | Plácido de Castro | 1                             | 1                             | 2                             |                               |  |           |                                |                                |                                |                                |           |   |                               |                               |                               |                               |
|  |                               |                               |                               |                               |   | Plácido de Castro | 1                             | 1                             | 2                             |                               |  |           |                                |                                |                                |                                |           |   |                               |                               |                               |                               |
|  |                               | Salgueiro                     | 1                             | 3                             | 4 |                   |                               |                               |                               |                               |  |           |                                |                                |                                |                                |           |   |                               |                               |                               |                               |
|  | Salgueiro (gf)                | Salgueiro                     | 1                             | 3                             | 4 | 0                 | 2                             | 2                             |                               |                               |  |           |                                |                                |                                |                                |           |   |                               |                               |                               |                               |
|  | Salgueiro (gf)                |                               |                               |                               |   | 0                 | 2                             | 2                             |                               |                               |  |           |                                |                                |                                |                                |           |   |                               |                               |                               |                               |
|  | Nacional-AM                   | 0                             | 2                             | 2                             |   |                   |                               |                               |                               |                               |  |           |                                |                                |                                |                                |           |   |                               |                               |                               |                               |
|  | Nacional-AM                   | 0                             | 2                             | 2                             |   |                   |                               |                               |                               |                               |  | Salgueiro | 1                              | 0                              | 1                              |                                |           |   |                               |                               |                               |                               |
|  |                               |                               |                               |                               |   |                   |                               |                               |                               |                               |  | Salgueiro | 1                              | 0                              | 1                              |                                |           |   |                               |                               |                               |                               |
|  |                               | Botafogo-PB                   | 2                             | 2                             | 4 |                   |                               |                               |                               |                               |  |           |                                |                                |                                |                                |           |   |                               |                               |                               |                               |
|  | Central                       | Botafogo-PB                   | 2                             | 2                             | 4 | 3                 | 1                             | 4 (3)                         |                               |                               |  |           |                                |                                |                                |                                |           |   |                               |                               |                               |                               |
|  | Central                       |                               |                               |                               |   | 3                 | 1                             | 4 (3)                         |                               |                               |  |           |                                |                                |                                |                                |           |   |                               |                               |                               |                               |
|  | Botafogo-PB (pen)             | 1                             | 3                             | 4 (5)                         |   |                   |                               |                               |                               |                               |  |           |                                |                                |                                |                                |           |   |                               |                               |                               |                               |
|  | Botafogo-PB (pen)             | 1                             | 3                             | 4 (5)                         |   | Botafogo-PB       | 2                             | 1                             | 3                             |                               |  |           |                                |                                |                                |                                |           |   |                               |                               |                               |                               |
|  |                               |                               |                               |                               |   | Botafogo-PB       | 2                             | 1                             | 3                             |                               |  |           |                                |                                |                                |                                |           |   |                               |                               |                               |                               |
|  |                               | Tiradentes-CE                 | 1                             | 0                             | 1 |                   |                               |                               |                               |                               |  |           |                                |                                |                                |                                |           |   |                               |                               |                               |                               |
|  | Sergipe                       | Tiradentes-CE                 | 1                             | 0                             | 1 | 2                 | 0                             | 2                             |                               |                               |  |           |                                |                                |                                |                                |           |   |                               |                               |                               |                               |
|  | Sergipe                       |                               |                               |                               |   | 2                 | 0                             | 2                             |                               |                               |  |           |                                |                                |                                |                                |           |   |                               |                               |                               |                               |
|  | Tiradentes-CE (gf)            | 2                             | 0                             | 2                             |   |                   |                               |                               |                               |                               |  |           |                                |                                |                                |                                |           |   |                               |                               |                               |                               |

*Excluído da competição após decisão do pleno do STJD.
| Aumento | Equipes promovidas à Série C de 2014 |

## Polêmica da invasão de campo
Durante o segundo jogo das oitavas-de-final entre Tupi e Aparecidense em 7 de setembro, as equipes empatavam em 2 a 2 no Estádio Mario Helênio, resultado que dava classificação à equipe goiana. Aos 44 minutos do segundo tempo, Ademilson do Tupi chutou uma bola ao gol que possivelmente entraria, quando o massagista do Aparecidense invadiu o campo e afastou a bola. No rebote, nova chance pro Tupi, mas novamente o massagista salvou o gol da classificação.
O lance causou indignação nos jogadores, comissão técnica e torcedores do Tupi, que correram atrás do massagista para linchá-lo. Ele conseguiu correr até o vestiário e se esconder. Após cerca de 20 minutos de paralisação, o jogo foi reiniciado. O jogo teve mais cinco minutos e terminou em 2 a 2, classificando o Aparecidense. Como consequência, os dirigentes do Tupi entraram com recurso para anulação da partida e a desclassificação do Aparecidense por conduta antidesportiva.
No dia 16 de setembro, o Superior Tribunal de Justiça Desportiva julgou em primeira instância o caso. Na decisão, o tribunal eliminou o Aparecidense da competição, resultado que classificou automaticamente o Tupi, e o massagista do Aparecidense foi punido com 24 jogos de suspensão. No dia 18 de setembro a Aparecidense recorrereu da decisão. O caso foi julgado novamente no dia 26 de setembro, confirmando a exclusão do Aparecidense e classificação do Tupi às quartas-de-final da competição.

## Premiação
| Campeonato Brasileiro 2013 Série D         |
| Paraíba                                    |
| ------------------------------------------ |
| Botafogo Futebol Clube Campeão (1º título) |

## Artilharia
| Gols | Jogador          | Equipe      |
| ---- | ---------------- | ----------- |
| 12   | Ademilson        | Tupi        |
| 8    | Zulu             | Juventude   |
| 7    | Leonardo         | Nacional-AM |
| 6    | Aleilson         | Paragominas |
| 6    | Bombom           | Aracruz     |
| 6    | Lourival         | Gurupi      |
| 5    | Fabrício         | Salgueiro   |
| 5    | Geovane Maranhão | Resende     |
| 5    | Lenílson         | Botafogo-PB |

## Maiores públicos
Esses foram os dez maiores públicos do Campeonato:
| Nº | Público[i] | Mandante    | Placar | Visitante         | Estádio              | Data           | Rodada    |
| -- | ---------- | ----------- | ------ | ----------------- | -------------------- | -------------- | --------- |
| 1  | 19 619     | Botafogo-PB | 2–0    | Juventude         | Almeidão             | 3 de outubro   | Final     |
| 2  | 9 607      | Botafogo-PB | 2–1    | Tiradentes-CE     | Almeidão             | 16 de setembro | Quartas   |
| 3  | 9 244      | Salgueiro   | 3–1    | Plácido de Castro | Salgueirão           | 22 de setembro | Quartas   |
| 4  | 9 222      | Salgueiro   | 1–2    | Botafogo-PB       | Salgueirão           | 29 de setembro | Semifinal |
| 5  | 9 110      | Salgueiro   | 0–0    | Nacional-AM       | Salgueirão           | 2 de setembro  | Oitavas   |
| 6  | 9 075      | Salgueiro   | 1–1    | Maranhão          | Salgueirão           | 18 de agosto   | 9ª        |
| 7  | 8 649      | Central     | 3–1    | Botafogo-PB       | Luiz José de Lacerda | 1 de setembro  | Oitavas   |
| 8  | 8 236      | Central     | 2–0    | Tiradentes-CE     | Luiz José de Lacerda | 25 de agosto   | 10ª       |
| 9  | 7 896      | Salgueiro   | 4–0    | Parnahyba         | Salgueirão           | 2 de junho     | 1ª        |
| 10 | 7 639      | Botafogo-PB | 3–1    | Central           | Almeidão             | 8 de setembro  | Oitavas   |

- i. ^ Considera-se apenas o público pagante

## Menores públicos
Esses foram os dez menores públicos do Campeonato:
| Nº | Público[i] | Mandante      | Placar | Visitante           | Estádio           | Data         | Rodada |
| -- | ---------- | ------------- | ------ | ------------------- | ----------------- | ------------ | ------ |
| 1  | 28         | Ypiranga-AP   | 0–0    | Parnahyba           | Glicério Marques  | 18 de agosto | 9ª     |
| 2  | 31         | Resende       | 4–1    | Aracruz             | Trabalhador       | 3 de agosto  | 7ª     |
| 3  | 32         | Ypiranga-AP   | 0–1    | Gurupi              | Glicério Marques  | 4 de agosto  | 7ª     |
| 4  | 33         | Villa Nova    | 1–1    | Santo André         | Castor Cifuentes  | 17 de agosto | 9ª     |
| 5  | 38         | J.Malucelli   | 0–0    | Lajeadense          | Eco-Estádio       | 25 de agosto | 10ª    |
| 6  | 47         | Náutico-RR    | 1–0    | Genus               | Ribeirão          | 21 de julho  | 5ª     |
| 7  | 52         | Resende       | 1–0    | Araxá               | Trabalhador       | 14 de julho  | 4ª     |
| 8  | 53         | J.Malucelli   | 1–1    | Botafogo-SP         | Eco-Estádio       | 13 de julho  | 4ª     |
| 9  | 58         | Tiradentes-CE | 3–0    | Potiguar de Mossoró | Presidente Vargas | 28 de julho  | 6ª     |
| 10 | 59         | Genus         | 0–0    | Paragominas         | Aluizão           | 18 de agosto | 9ª     |

- i. ^ Considera-se apenas o público pagante

## Médias de público
Essas foram as médias de público dos clubes no Campeonato. Considera-se apenas os jogos da equipe como mandante e o público pagante:
| 1. Salgueiro – 8 095 2. Botafogo-PB – 7 893 3. Central – 7 781 4. Londrina – 4 441 5. Juventude – 3 247 6. Ypiranga-PE – 2 872 7. Goianésia – 2 331 8. CSA – 2 117 9. Sergipe – 1 806 10. Metropolitano – 1 669 | 1. Mixto – 1 645 2. Tupi – 1626 3. Botafogo-SP – 1 537 4. Paragominas – 1 507 5. Aparecidense – 1 465 6. Nacional-AM – 1 339 7. Parnahyba – 1176 8. Santo André – 1 169 9. Vitória da Conquista – 876 10. Guarany de Sobral – 841 | 1. Gurupi – 609 2. Marcílio Dias – 562 3. Aracruz – 545 4. Tiradentes-CE – 525 5. Penapolense – 468 6. Plácido de Castro – 467 7. Potiguar de Mossoró – 426 8. Araxá – 357 9. Maranhão – 333 10. Brasília – 323 | 1. Lajeadense – 289 2. Genus – 241 3. Águia Negra – 238 4. Juazeirense – 199 5. Villa Nova – 173 6. Nova Iguaçu – 168 7. Náutico-RR – 157 8. J.Malucelli – 135 9. Resende – 87 10. Ypiranga-AP – 81 |

## Mudança de técnicos
| Clube                | Antecessor       | Motivo     | Data         | Última partida                        | Rod | Pos           | Sucessor         | Ref.          |
| -------------------- | ---------------- | ---------- | ------------ | ------------------------------------- | --- | ------------- | ---------------- | ------------- |
| Araxá                | João Martins     | Resignado  | 11 de junho  | Tupi 3–0 Araxá                        | 2ª  | 5° (Grupo A6) | Lucca Baggio     | [ 37 ]        |
| Guarany de Sobral    | Argeu dos Santos | Demitido   | 12 de junho  | Guarany-CE 0–0 Tiradentes-CE          | 2ª  | 3° (Grupo A3) | Oliveira Canindé | [ 38 ]        |
| Genus                | Neneca           | Demitido   | 17 de junho  | Paragominas 4–1 Genus                 | 2ª  | 5° (Grupo A1) | Ionay da Luz     | [ 39 ] [ 40 ] |
| Marcílio Dias        | Paulo Turra      | Demitido   | 21 de junho  | Juventude 2–1 Marcílio Dias           | 2ª  | 3° (Grupo A7) | Paulo Foiani     | [ 41 ] [ 42 ] |
| Vitória da Conquista | Guilhermino Lima | Remanejado | 24 de junho  | Vitória da Conquista 2–0 CSA          | 2ª  | 2° (Grupo A4) | Bira Veiga       | [ 43 ]        |
| Águia Negra          | Edison Maehler   | Demitido   | 4 de julho   | Águia Negra 2–1 Mixto                 | 2ª  | 4° (Grupo A5) | Chiquinho Lima   | [ 44 ] [ 45 ] |
| Brasília             | Gauchinho        | Demitido   | 8 de julho   | Brasília 1–1 Águia Negra              | 3ª  | 5° (Grupo A5) | Marcos Soares    | [ 46 ]        |
| CSA                  | Beto Almeida     | Demitido   | 15 de julho  | CSA 0–2 Sergipe                       | 4ª  | 5° (Grupo A4) | Lino             | [ 47 ]        |
| Potiguar de Mossoró  | Miluir Macedo    | Demitido   | 15 de julho  | Potiguar de Mossoró 0–3 Tiradentes-CE | 4ª  | 5° (Grupo A3) | Edinho Cardoso   | [ 48 ] [ 49 ] |
| Araxá                | Lucca Baggio     | Demitido   | 16 de julho  | Resende 1–0 Araxá                     | 4ª  | 5° (Grupo A6) | Eugênio Souza    | [ 50 ] [ 51 ] |
| Santo André          | Dedimar          | Demitido   | 29 de julho  | Penapolense 1–0 Santo André           | 6ª  | 3° (Grupo A7) | Paulo Roberto    | [ 52 ]        |
| Nacional-AM          | Aderbal Lana     | Demitido   | 1 de agosto  | Genus 4–2 Nacional-AM                 | 3ª  | 4° (Grupo A1) | Leo Goiano       | [ 53 ]        |
| Lajeadense           | Flávio Campos    | Demitido   | 13 de agosto | Botafogo-SP 3–0 Lajeadense            | 8ª  | 3° (Grupo A8) | Benhur Pereira   | [ 54 ]        |

## Classificação geral
A classificação geral leva em conta a colocação dos clubes em cada uma das fases, a partir da fase final, e não a pontuação total.
| Pos | Equipes              | Pts | J  | V  | E | D | GP | GC | SG  | Classificação                                            |
| --- | -------------------- | --- | -- | -- | - | - | -- | -- | --- | -------------------------------------------------------- |
| 1   | Botafogo-PB          | 35  | 16 | 11 | 2 | 3 | 28 | 15 | +13 | Promovidos à Série C em 2014 e finalistas                |
| 2   | Juventude            | 26  | 16 | 8  | 2 | 6 | 20 | 15 | +5  | Promovidos à Série C em 2014 e finalistas                |
| 3   | Tupi                 | 30  | 14 | 9  | 3 | 2 | 25 | 10 | +15 | Promovidos à Série C em 2014 e eliminados nas semifinais |
| 4   | Salgueiro            | 21  | 14 | 5  | 6 | 3 | 23 | 15 | +8  | Promovidos à Série C em 2014 e eliminados nas semifinais |
| 5   | Tiradentes-CE        | 21  | 12 | 6  | 3 | 3 | 16 | 7  | +9  | Eliminados nas quartas de final                          |
| 6   | Mixto                | 20  | 12 | 6  | 2 | 4 | 12 | 10 | +2  | Eliminados nas quartas de final                          |
| 7   | Metropolitano        | 18  | 12 | 5  | 4 | 3 | 15 | 11 | +4  | Eliminados nas quartas de final                          |
| 8   | Plácido de Castro    | 17  | 12 | 5  | 2 | 5 | 13 | 18 | –5  | Eliminados nas quartas de final                          |
| 9   | Gurupi               | 18  | 10 | 6  | 0 | 4 | 14 | 18 | –4  | Eliminados nas oitavas de final                          |
| 10  | Sergipe              | 18  | 10 | 5  | 3 | 2 | 18 | 9  | +9  | Eliminados nas oitavas de final                          |
| 11  | Nacional-AM          | 17  | 10 | 5  | 2 | 3 | 23 | 16 | +7  | Eliminados nas oitavas de final                          |
| 12  | Resende              | 17  | 10 | 5  | 2 | 3 | 13 | 8  | +5  | Eliminados nas oitavas de final                          |
| 13  | Aparecidense         | 17  | 10 | 4  | 5 | 1 | 14 | 7  | +7  | Eliminados nas oitavas de final                          |
| 14  | Central              | 16  | 10 | 5  | 1 | 4 | 12 | 8  | +4  | Eliminados nas oitavas de final                          |
| 15  | Londrina             | 16  | 10 | 5  | 1 | 4 | 11 | 12 | –1  | Eliminados nas oitavas de final                          |
| 16  | Santo André          | 15  | 10 | 4  | 3 | 3 | 13 | 9  | +2  | Eliminados nas oitavas de final                          |
| 17  | Guarany de Sobral    | 12  | 8  | 3  | 3 | 2 | 8  | 8  | 0   | Eliminados na primeira fase                              |
| 18  | Paragominas[i]       | 11  | 8  | 5  | 2 | 1 | 15 | 7  | +8  | Eliminados na primeira fase                              |
| 19  | Marcílio Dias        | 11  | 8  | 3  | 2 | 3 | 10 | 9  | +1  | Eliminados na primeira fase                              |
| 20  | Parnahyba            | 11  | 8  | 3  | 2 | 3 | 9  | 10 | –1  | Eliminados na primeira fase                              |
| 21  | Vitória da Conquista | 11  | 8  | 3  | 2 | 3 | 6  | 7  | –1  | Eliminados na primeira fase                              |
| 22  | Goianésia            | 10  | 8  | 3  | 1 | 4 | 10 | 10 | 0   | Eliminados na primeira fase                              |
| 23  | Ypiranga-PE          | 10  | 8  | 3  | 1 | 4 | 9  | 11 | –2  | Eliminados na primeira fase                              |
| 24  | J.Malucelli          | 10  | 8  | 2  | 4 | 2 | 14 | 13 | +1  | Eliminados na primeira fase                              |
| 25  | Penapolense          | 9   | 8  | 3  | 0 | 5 | 8  | 9  | –1  | Eliminados na primeira fase                              |
| 26  | Maranhão             | 9   | 8  | 2  | 3 | 3 | 13 | 10 | +3  | Eliminados na primeira fase                              |
| 27  | Botafogo-SP          | 9   | 8  | 2  | 3 | 3 | 8  | 7  | +1  | Eliminados na primeira fase                              |
| 28  | Nova Iguaçu          | 9   | 8  | 2  | 3 | 3 | 8  | 9  | –1  | Eliminados na primeira fase                              |
| 29  | Águia Negra          | 9   | 8  | 2  | 3 | 3 | 8  | 12 | –4  | Eliminados na primeira fase                              |
| 30  | Lajeadense           | 9   | 8  | 2  | 3 | 3 | 8  | 13 | –5  | Eliminados na primeira fase                              |
| 31  | Villa Nova           | 8   | 8  | 2  | 2 | 4 | 6  | 11 | –5  | Eliminados na primeira fase                              |
| 32  | Juazeirense          | 8   | 8  | 2  | 2 | 4 | 8  | 16 | –8  | Eliminados na primeira fase                              |
| 33  | Náutico-RR           | 7   | 8  | 2  | 1 | 5 | 11 | 16 | –5  | Eliminados na primeira fase                              |
| 34  | Aracruz              | 6   | 8  | 1  | 3 | 4 | 8  | 14 | –6  | Eliminados na primeira fase                              |
| 35  | Brasília             | 5   | 8  | 1  | 2 | 5 | 8  | 14 | –6  | Eliminados na primeira fase                              |
| 36  | Genus                | 5   | 8  | 1  | 2 | 5 | 11 | 18 | –7  | Eliminados na primeira fase                              |
| 37  | Ypiranga-AP          | 5   | 8  | 1  | 2 | 5 | 6  | 13 | –7  | Eliminados na primeira fase                              |
| 38  | Araxá                | 5   | 8  | 1  | 2 | 5 | 5  | 12 | –7  | Eliminados na primeira fase                              |
| 39  | CSA                  | 4   | 8  | 1  | 1 | 6 | 6  | 13 | –7  | Eliminados na primeira fase                              |
| 40  | Potiguar de Mossoró  | 2   | 8  | 0  | 2 | 6 | 3  | 16 | –13 | Eliminados na primeira fase                              |

- i. ^  O Paragominas foi punido com a perda de seis pontos pelo STJD por escalação irregular de jogador.[28]